# 연해주 한류

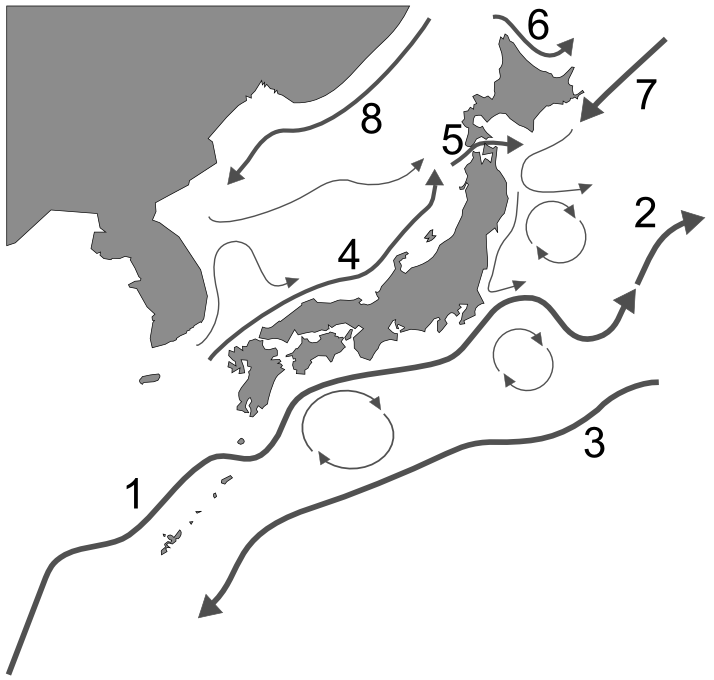
일본 열도 근해의 해류. 8번이 연해주 한류이다.

연해주 한류(沿海州寒流) 또는 리만 해류(러시아어: Лиманское течение, Приморское течение)는 타타르 해협 부근으로부터 유라시아 대륙을 따라 동해로 남하하는 한류이다.
동해를 북상하면서 냉각되는 쓰시마 해류가 아무르강의 담수와 섞여 남하하게 된 것으로 알려졌지만, 유량이 적고 관측 자료도 부족하기 때문에 형성 과정에 대해서는 여러 가지 설이 있다. ‘리만’이란 러시아어로 큰 강의 하구(삼각강)를 의미하는데, 여기서 큰 강은 아무르 강을 가리킨다. 사할린의 남서에서 연해주를 따라 한반도의 북동(북위 40°)까지 이른다.
청어, 대구, 연어, 송어, 꽁치 등 한해성 어류가 풍부하다.